# Идрисово (Салаватский район)
Идрисово (баш. Иҙрис) — деревня в Салаватском районе Башкортостана, входит в состав Алькинского сельсовета.

## Географическое положение
Расстояние до:
- районного центра (Малояз): 19 км,
- центра сельсовета (Алькино): 7 км,
- ближайшей ж/д станции (Кропачёво): 12 км.

## Население
| 2002 | 2009 | 2010 |
| ---- | ---- | ---- |
| 188  | ↗228 | ↘151 |

Национальный состав
Согласно переписи 2002 года, преобладающая национальность — башкиры (99 %).

## Достопримечательности
- Идрисовская пещера — пещера, памятник археологии федерального значения. В пещере обнаружены Идрисовские писаницы. Согласно башкирскому преданию «Салауат мәмерйәһе» («Пещера Салавата»), в 1774 г. в Идрисовской пещере скрывался Салават Юлаев со сподвижниками из своего отряда[5][6][7].

## Религия
В деревне есть мечеть.